# برينديزي مونتانيا
برينديزي مونتانيا (بالإيطالية: Brindisi Montagna)‏ هي بلدية في مقاطعة بوتنسا في إقليم بازيليكاتا الإيطالي.

## السكان
في سنة 1861 بلغ عدد السكان 2٬409 نسمة، وتطور العدد ليصل في سنة 2011 لـ 925 نسمة.
يظهر هذا المخطط البياني تطور النمو السكاني لـ برينديزي مونتانيا